# دريلون شالا
دريلون شالا (بالفنلندية: Drilon Shala)‏ هو لاعب كرة قدم فنلندي في مركز الهجوم، ولد في 20 مارس 1987 في بريزرن في كوسوفو. شارك مع منتخب فنلندا تحت 19 سنة لكرة القدم. أما مع النوادي، فقد لعب مع كووبيون بالوسيورا ونادي لاهتي.

## وصلات خارجية
- دريلون شالا على موقع قاعدة بيانات كرة القدم.إي يو (الإنجليزية)
- دريلون شالا على موقع Soccerway.com (الإنجليزية)
- دريلون شالا على موقع عالم كرة القدم.نت (الإنجليزية)